# Disney's Pop Century Resort
Disney's Pop Century Resort es un complejo turístico ubicado a Walt Disney World Resort. Es uno de los cinco complejos turísticos que integran la categoría de "económicos", junto con Disney's All-Star Sports Resort, Disney's All-Star Movies Resort,Disney's All-Star Music Resort y Disney´s Art of Animation Resort. El complejo turístico está tematizado según las décadas de la cultura pop estadounidense. Similarmente a los otros complejos turísticos de su categoría, cuenta con varias esculturas gigantes y decorativas alrededor de los edificios. Cada área presenta edificios estilo motel decorados con frases e iconos gigantes (más de 3 metros) de una década particular. El complejo turístico posee 2.880 habitaciones en diez edificios separados, tres piscinas, tienda de suvenires, videojuegos y local de comidas. Los edificios son una cuarta versión de los de los tres resorts All-Star Resort.

## Fase 1
En cada área se listan los carteles y frases que se observan como esculturas gigantes

### 1950s
- Pinos de Bowling
- 45rpm records
- Radio
- Jukebox
- "Flip Out"
- "Real Hip"
- "You're Grounded"

### 1960s
- Yo-yo gigantes
- Flores Hippie
- Símbolo de la paz
- "Peace Love And Happiness"
- "Tye-Dye"
- "One Giant Leap For Mankind"
- "You Dig It?"

### 1970s
- Camión gigante
- Disco Dancing
- Nuria
- Teléfono de Mickey Mouse
- Anillo
- "Discotheque"
- "Have A Nice Day"
- "Boogie Down"
- "Get Down"

### 1980s
- Cubo
- Roger Rabbit
- Walkman gigante
- Mr. Potato
- Pac-Man
- "Duh"
- "Yuppies"
- "Breakdance"

### 1990s
- Celular gigante
- Laptop gigante
- Discos y teclados en la piscina
- Patines
- Danza Hip hop
- "Networking"
- "Grunge"
- "Y2K"
- "As If"
- "Wazzup?"
- "Phat!"
- "Whatever"
- "Keepin It Real"

## Fase 2
La segunda fase de construcción para el resort es Legendary Years - 1900-1940. Esta parte del resort se ubica a un lado de Hourglass Lake, y está conectada con Generation Gap Bridge. La construcción fue detenida luego del 9/11 junto con la reducción en el turismo. En el verano boreal de 2006, el edificio "Legendary Hall" y otros cinco más fueron construidos pero no finalizados oficialmente. Los edificios pueden ser vistos a la derecha de la entrada al Pop Century.
Inicialmente, en el área "Legendary" fueron construidas 2.880 habitaciones, diseñadas  de forma similar al lado "Classic". Aunque, desde el 10 de abril de 2006, se confirmó que estas habitaciones habían sido modificadas a suites familiares, idénticas a las que están disponibles en Disney's All-Star Music Resort, con una gran cama separada, dos baños y cocina. En el verano boreal de 2007, algunos martilleos y vehículos de seguridad de Disney se podían ver y oír desde Legendary Years Lot, pero no hay ninguna prueba, además de esta, de que las obras continúen.
Cinco de los íconos que representarán a las décadas (en las piscinas) restantes ya han sido revelados. La piscina de los años 1940 posee el icono de una autopista, fue sugerida una señal de "Route 66". La piscina en los '30 fue simbolizada por una botella de soda, y la de los años 1910 por un tablero del juego de mesa Monopoly.
Lo que originalmente se comenzó como la construcción de la extensión del Disney Pop Century, cambio la perspectiva al anunciarse lo que hoy es el Disney Art of Animations confirmando la conclusión de esta parte del hotel.

## Gastronomía y compras
El resort ofrece una gran cantidad de opciones gastronómicas en el edificio principal. Everything Pop y Grab-N-Go Market son las dos opciones gastronómicas que ofrecen desde comidas saladas y pizza a hamburgesas. Grab-N-Go Market ofrece comida fácil de llevar a los parques. Everything Pop ofrece productos tematizados.